# یلیزاوتا لوزان
یلیزاوتا لوزان (انگلیسی: Yelyzaveta Luzan؛ زادهٔ ۱۴ مارس ۲۰۰۳) ژیمناست اهل جمهوری آذربایجان است.